# Fernando Jiménez del Oso
Fernando Jiménez del Oso (Madrid, 21 de juliol del 1941 - Madrid, 27 de març del 2005), psiquiatre i periodista espanyol, especialitzat en temes de misteri, ocultisme, i parapsicologia, director de revistes (Más Allá de la Ciencia, Espacio y Tiempo i Enigmas del hombre y del universo) i de diversos programes de televisió.

## Obres

### Llibres
- Jiménez del Oso, Fernando. Los emisarios del Cosmos.  Uve, 1980. ISBN 84-85609-37-9.
- Jiménez del Oso, Fernando. El síndrome OVNI.  Editorial Planeta, 1984. ISBN 84-320-4329-X.
- Jiménez del Oso, Fernando. Viracocha: crónica de un viaje probable.  Editorial Planeta, 1985. ISBN 84-320-4635-3.
- Jiménez del Oso, Fernando. El imperio del sol.  Madrid: Espacio y Tiempo, 1991. ISBN 84-7998-016-8.
- Jiménez del Oso, Fernando. El enigma de los Andes.  Madrid: Espacio y Tiempo, 1993. ISBN 84-7998-074-5.
- Jiménez del Oso, Fernando. Brujas: las amantes del diablo.  Anaya, 1995. ISBN 978-84-8162-889-0.
- Jiménez del Oso, Fernando; Pastor Fernández, Andrea; Ruiz Casado, Francisco. Música para aprender.  Editorial Alpuerto, 1996. ISBN 84-381-0282-4.
- Jiménez del Oso, Fernando. En busca del misterio: memorias de un viaje por la senda de lo desconocido.  Madrid: Puzzle, 2003. ISBN 84-9763-020-3.

### Discos
- Huygen, Michel; Jiménez del Oso, Fernando (narrador). Astralia.  Barcelona: AnimaMusic, DL, 1996.; 1 disc (CD-DA) (70 min)